# Religion en Amérique latine
La religion en Amérique latine est essentiellement le christianisme. 
La liberté religieuse est garantie par presque tous les pays latino-américains. Le catholicisme prédomine dans tous les pays.

## Christianisme en Amérique latine
Entre le début du XXe siècle et le début du XXIe siècle, la proportion de catholiques en Amérique du Sud est passée de 94 % de la population à 69 %, tandis que la proportion de protestants est passée de 1 % à 20 % en raison de la poussée des Églises chrétiens évangéliques.

## Religion en Amérique Latine
Part des religions dans les pays d'Amérique latine (2010)
| Pays                   | Catholicisme (%) | Protestantisme (%) | Autres religions (%) | sans religion (%) |
| ---------------------- | ---------------- | ------------------ | -------------------- | ----------------- |
| Argentine              | 76,0             | 8,0                | 2,0                  | 14,0              |
| Belize                 | 47,0             | 34,0               | 4,0                  | 15,0              |
| Bolivie                | 76,0             | 17,0               | 3,0                  | 5,0               |
| Brésil                 | 66,0             | 20,0               | 5,0                  | 9,0               |
| Chili                  | 61,0             | 18,0               | 2,0                  | 19,0              |
| Colombie               | 75,0             | 10,0               | 7,0                  | 8,0               |
| Costa Rica             | 64,0             | 19,0               | 4,0                  | 13,0              |
| Cuba                   | 51,0             | 4,0                | 5,0                  | 40,0              |
| Équateur               | 84,0             | 10,0               | 3,0                  | 3,0               |
| Guatemala              | 47,0             | 39,0               | 2,0                  | 12,0              |
| Haïti                  | 56,0             | 29,0               | 7,0                  | 8,0               |
| Honduras               | 48,0             | 40,0               | 2,0                  | 10,0              |
| Mexique                | 80,0             | 6,0                | 3,0                  | 11,0              |
| Nicaragua              | 52,0             | 32,0               | 3,0                  | 13,0              |
| Panama                 | 71,0             | 18,0               | 4,0                  | 7,0               |
| Paraguay               | 89,0             | 6,0                | 2,0                  | 3,0               |
| Pérou                  | 79,0             | 13,0               | 4,0                  | 4,0               |
| Porto Rico             | 69,0             | 25,0               | 2,0                  | 4,0               |
| République dominicaine | 63,0             | 12,0               | 7,0                  | 17,0              |
| Salvador               | 46,0             | 30,0               | 1,0                  | 23,0              |
| Uruguay                | 41,0             | 5,0                | 7,0                  | 47,0              |
| Venezuela              | 79,0             | 6,0                | 6,0                  | 9,0               |